# جزایر سی‌پی‌جی

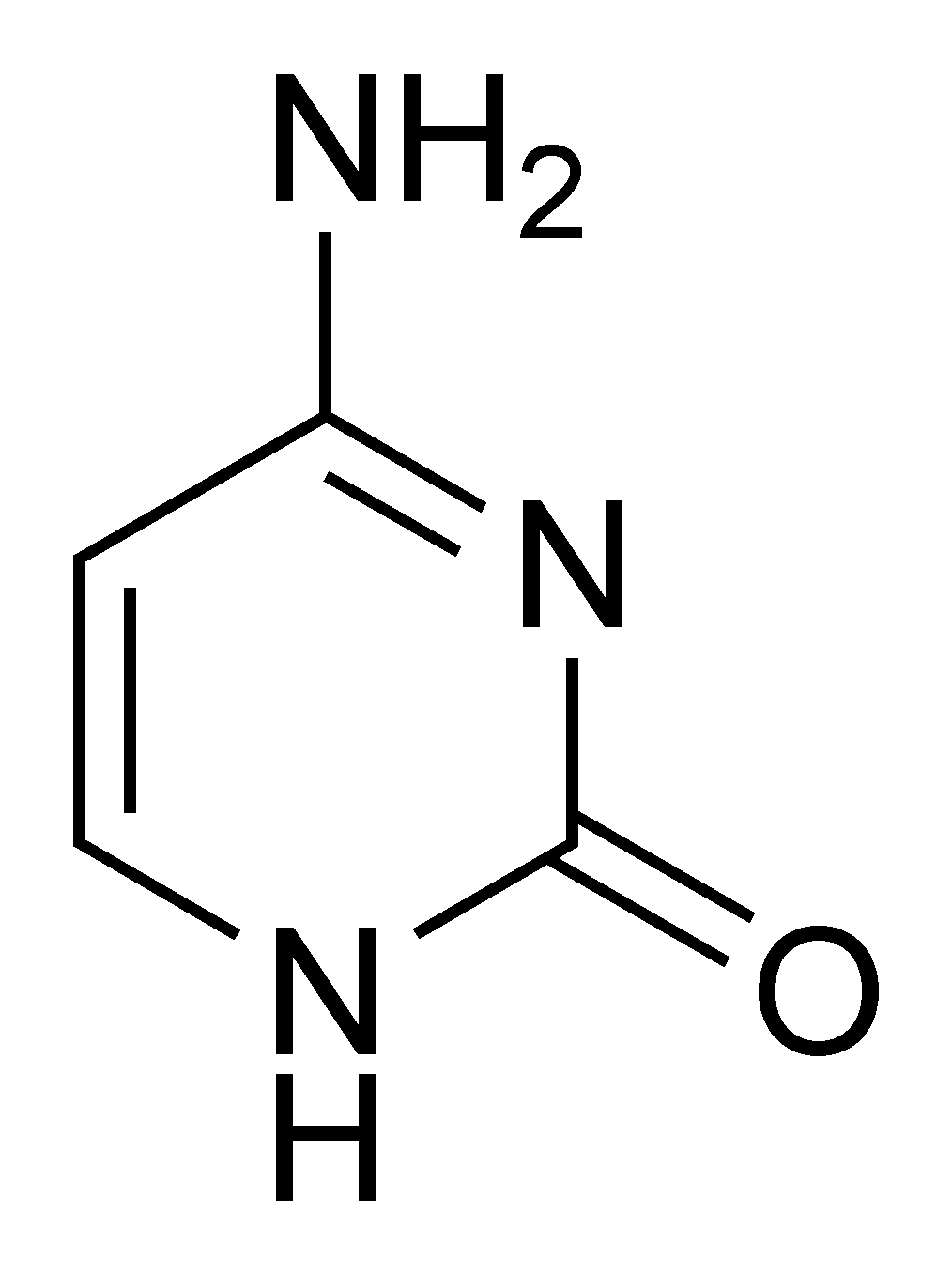
سیتوزین

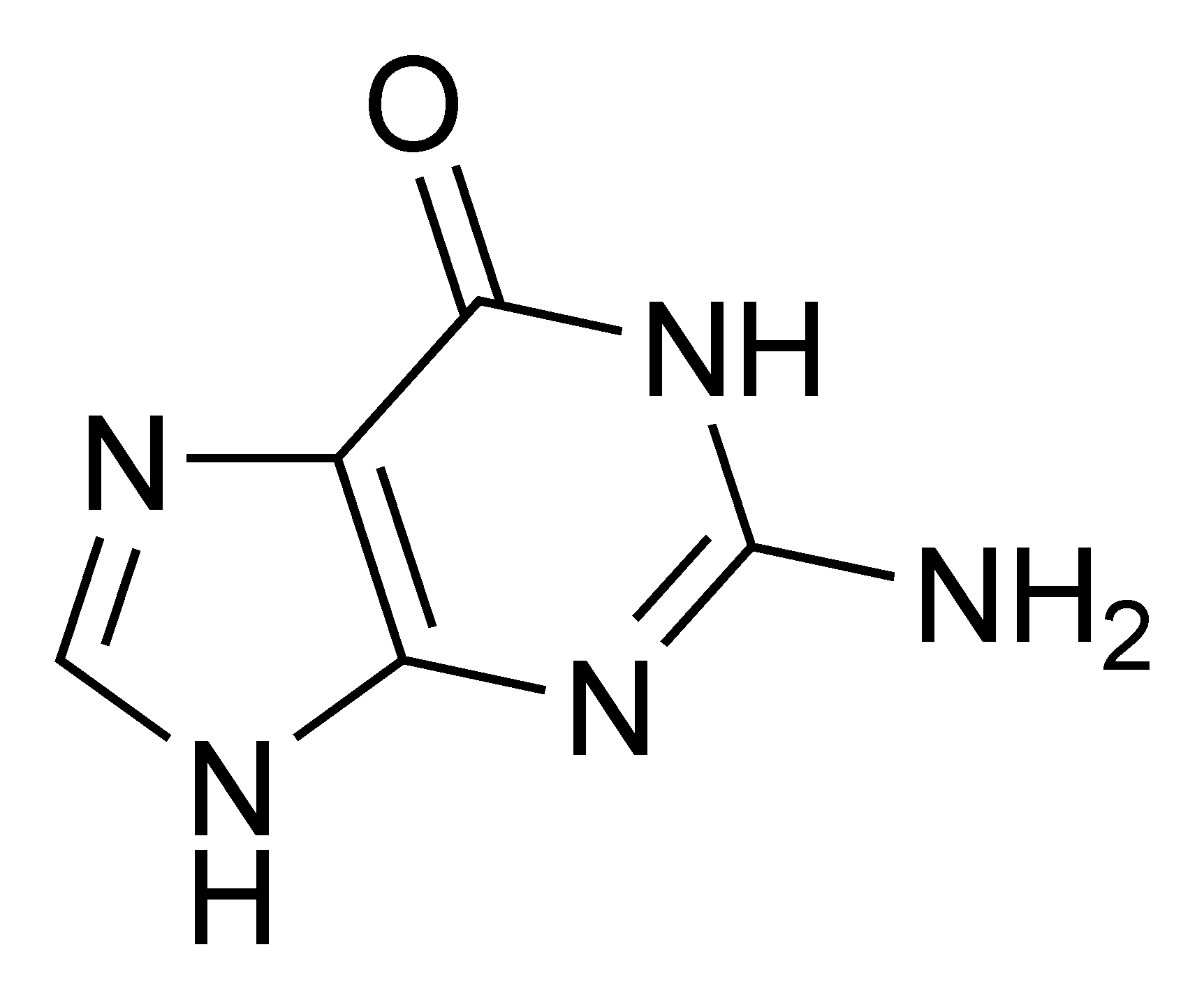
گوانین

در علم ژنتیک، جزایر سی‌پی‌جی (به انگلیسی: CpG islands) ناحیه‌ای از ژنوم است که فرکانس بالایی از مکان‌های CG در آن وجود دارد.حرف p در CpG برمی‌گردد به پیوند فسفودی‌استر بین سیتوزین و گوانین که به این معنی است که در توالی، C و G به ترتیب در کنار هم قرار گرفته‌اند بدون در نظر گرفتن تک رشته یا دو رشته‌ای بودن. در یک ناحیه CpG هم C و هم G در یک رشته از DNA یا RNA یافت می‌شوند و به وسیله زنجیره فسفودیستر با هم پیوند کوالانسی دارند که بسیار قوی‌تر از پیوندی است که بین جفت پایه‌ها در پیوند نرمال بین مکمل‌ها وجود دارد. اگر C و G در رشته‌های مختلف از DNA باشند، سه پیوند هیدروژنی به اشتراک می‌گذارند.
با وجود این محدودیت‌هایی برای تعریف شهودی جزایر سی‌پی‌جی وجود دارد. یک تعریف فرمال معمول برای جزایز سی‌پی‌جی این است که منطقه‌ای است با حداقل ۲۰۰ جفت‌پایه (base pair) با بیشتر از ۵۰٪ GC با انتظار مشاهده CpG بالاتر از ۶۰٪.
«انتظار مشاهده CpG» از فرمول زیر محاسبه می‌شود:
تعداد کل نوکلئوتیدها در توالی × ((تعداد G × تعداد C) / تعداد CpG)
در ژنوم پستانداران جزایز سی‌پی‌جی به‌طور معمول طولی برابر ۳۰۰ تا ۳۰۰۰ جفت‌پایه دارند و به‌طور تقریبی ۴۰٪ از پروموتورهای ژن پستانداران را تشکیل می‌دهند.
تقریبا ۷۰٪ از پروموتورهای ژن انسان دارای تراکم CpG بالایی می‌باشند. اگر فرکانس توالی دونوکلئوتیدی CG را داشته باشیم، تعداد CpG از حد انتظار خیلی پایین‌تر است.
مطالعات در سال ۲۰۰۲، قوانینی برای پیش‌بینی جزایز سی‌پی‌جی برای تمییز دادن از بقیه توالی‌های پر CG مثل عنصر Alu را نشان داد.
طبق مطالعات گسترده روی توالی کامل کروموزوم‌های ۲۱ و ۲۲ انسان، مناطق بزرگتر از ۵۰۰ جفت‌پایه مشاهده شد که جزایز سی‌پی‌جی در آن بودند که حاوی CG بیشتر از ۵۰٪ و انتظار مشاهده نرخ CpG بیشتر از ۶۵٪ بودند.جزایز سی‌پی‌جی معمولاً نزدیک به ناحیه شروع رونویسی ژن‌ها قرار دارند.
معمولا قرار گرفتن C و G کنار هم نادر است. به این دلیل که سیتوزین‌ها در یک چنین چیدمانی به متلیل شدن تمایل دارد. متلیل شدن سبب می‌شود که در رونویسی بین رشته اصلی و رشته تولید شده تفاوت ایجاد شود؛ بنابراین زمان فرگشت(تکامل) به دلیل خودبخودی بودن آمین زدایی تمایل دارند که تبدیل به T شوند.
آنزیم خاصی در انسان وجود دارد که به‌طور خاص جایگزین عدم انطباق T/G می‌شود. این تأثیر کافی برای جلوگیری از سرعت جهش این نوکلئوتید ندارد. نتیجه اینکه CpGها نادر هستند؛ بنابراین وجود جزیره‌های CpG معمولاً با وجود محتوای بالای CG در یک منطقه‌های ژن‌ها توصیف می‌شوند.